# Howards End (miniserie)
Howards End es una miniserie televisiva inglesa dirigida por Hettie MacDonald. Se basa en la novela de 1910 del mismo nombre de E. M. Forster y está adaptada a la pequeña pantalla por Kenneth Lonergan. La serie salió al aire por la señal de la BBC en el Reino Unido y por la cadena Starz en Estados Unidos.

## Personajes
- Hayley Atwell como Margaret Schlegel.[1]
- Matthew Macfadyen como Henry Wilcox.[1]
- Tracey Ullman como la tía Juley Mund.[1]
- Julia Ormond como Ruth Wilcox.[2]
- Philippa Coulthard como Helen Schlegel.[2]
- Joseph Quinn como Leonard Bast.[2]
- Rosalind Eleazar como Jacky.[2]
- Alex Lawther como Tibby.[2]